# Kuretno
Kuretno este o localitate din comuna Laško, Slovenia, cu o populație de 39 de locuitori.